# Franciszek Bryja
Franciszek Bryja SAC (ur. 31 maja 1910 w Rajczy, zm. 4 maja 1942 w Dachau) – Sługa Boży, polski duchowny katolicki, męczennik za wiarę.

## Życiorys
Syn Józefa i Karoliny z domu Omyła. Edukację rozpoczął w szkole podstawowej w Rajczy. Po ukończeniu wadowickiego gimnazjum Collegium Marianum wstąpił w 1929 roku do Stowarzyszenia Apostolstwa Katolickiego i kontynuował naukę na wydziale teologii w Wyższym Seminarium Duchownym w Sucharach. 
Profesję zakonną złożył 15 sierpnia 1931 roku, wieczną konsekrację 15 sierpnia 1934 roku, a 11 czerwca 1938 roku otrzymał święcenia kapłańskie. Został przeniesiony do Warszawy, gdzie podjął studia na wydziale filologii klasycznej Uniwersytetu Warszawskiego.
Po wybuchu II wojny światowej kontynuował pracę naukową biorąc udział w tajnym nauczaniu. 
Został aresztowany przez gestapo 13 września 1941 roku i poddany przesłuchaniu w więzieniu śledczym przy Al. Szucha, a następnie uwięziony w charakterze zakładnika na Pawiaku. Jako jedyny z czterech uwięzionych pallotynów został postawiony przed sądem i skazany na obóz koncentracyjny. 23 listopada 1941 przewieziony został do hitlerowskiego obozu koncentracyjnego w Auschwitz-Birkenau, a następnie (w grudniu) do obozu zagłady Dachau i zarejestrowany pod numerem 22196. Został zagazowany w transporcie inwalidów.

W relacji ks. Stefana Treuchla w czasie pożegnania księży przeznaczonych do eksterminacji ks. Franciszek Bryja pożegnał się słowami:
„Swoje młode ledwo zaczęte kapłańskie życie, swoje marzenia i nadzieje nie ziszczone, całe serce i dusze swoją, już dzisiaj oddaję w ręce Boga i Królowej Apostołów oraz Ofiaruję to wszystko dla pomyślnego rozwoju naszej świętej wiary katolickiej w Polsce i rozwoju polskiej prowincji księży pallotynów.”

## Proces beatyfikacyjny
Jest jednym z 122 Sług Bożych, wobec których 17 września 2003 rozpoczął się proces beatyfikacyjny drugiej grupy polskich męczenników z okresu II wojny światowej.

## W kulturze masowej
Ks. Franciszek Bryja jest jednym z bohaterów filmu Wandy Rollny Czas wielkiej próby.